# Beyoncé: The Ultimate Performer
Beyoncé: The Ultimate Performer é um DVD ao vivo da cantora norte-americana Beyoncé que foi lançado no dia 26 de Novembro de 2006. O álbum possui cenas exclusivas e de concertos que foram realizados na França, Japão, Reino Unido e Nova Iorque. O DVD foi relançado em 31 de Agosto de 2010.

## Conteúdo do DVD
- Performances:[4][5]

1. "Irreplaceable" & "Ring the Alarm" (Live from Budokan, Japan)
2. "Déjà Vu" & "Crazy in Love" (Live from Robin Hood Benefit, NYC)
3. "Interview & Performance" (Live on Good Morning America)
4. "Baby Boy" & "Naughty Girl" (Live from Cipriani Wall Street Serires)
5. "Dangerously in Love 2" (Live at Wembley)

- DVD bônus

1. Photo Shoots
2. The making of "Ring The Alarm"
3. "Ring The Alarm" (videoclipe)

### Relançamento (2010)
1. Intro / "Déjà Vu"
2. "I Want You Back" / ABC
3. "Crazy in Love"
4. "Ring the Alarm"
5. "Say My Name"
6. "Survivor"
7. "Irreplaceable"
8. "Baby Boy"
9. "Naughty Girl (Love to Love You Baby)"
10. "Proud Mary"
11. "Dangerously in Love 2"

- Fonte:[3]

## Desempenho
| Tabelas musicais                             | Melhor posição |
| -------------------------------------------- | -------------- |
| Espanha - Top 20 DVD Musical                 | 17             |
| Estados Unidos - Top Music Video (Billboard) | 20             |
| Itália - Italy DVD Chart                     | 13             |